# Léon Herpin
Léon Pierre Herpin (Nachname gesprochen [ɛʀˈpɛ̃ˑ]; * 12. Oktober 1841 in Granville; † 25. Oktober 1880 in Paris) war ein französischer Maler.

## Leben
Herpin bekam als Schüler der Landschaftsmaler Jules André, Charles Busson und Charles-François Daubigny eine äußerst umfassende Ausbildung.
Mit 27 Jahren debütierte Herpin beim Pariser Salon 1868 mit zwei Landschaftsbildern, welche noch ganz im Stil Daubignys gehalten waren. In den Ausstellungen des Pariser Salons 1878 bzw. 1879 bewies Herpin seinen eigenen Stil. In monumentalen Werken schuf er Landschaftsbilder, meist in Morgen- oder Abendstimmung, und mit denen er seine Lehrer überflügeln konnte.
1883 kam es anlässlich einer Ausstellung französischer Kunst im Münchener Glaspalast zu einer nachträglichen Gesamtschau von Herpins Werk.

## Werke
- Das Seineufer bei Sèvres
- Sonnenuntergang und Sonnenaufgang in Bas-Meudon (2 Pendants)
- Ansicht aus dem Wald von Sèvres
- Sonnenuntergang
- Ansicht von der Insel Chausey (Manche) bei Morgenstimmung
- Die Hügel von Moulinaux an der Seine
- Ansicht von der Brücke von Sèvres
- Paris von der Brücke St.-Pierre
- Paris im Jahre 1878 vom Pont Neuf aus
- Schloss Gaillard und das Petit-Andelys

Dieser Artikel basiert auf einem gemeinfreien Text aus Meyers Konversations-Lexikon, 4. Auflage von 1888 bis 1890.
| Personendaten    | Personendaten                            |
| ---------------- | ---------------------------------------- |
| NAME             | Herpin, Léon                             |
| ALTERNATIVNAMEN  | Herpin, Léon Pierre (vollständiger Name) |
| KURZBESCHREIBUNG | französischer Maler                      |
| GEBURTSDATUM     | 12. Oktober 1841                         |
| GEBURTSORT       | Granville                                |
| STERBEDATUM      | 25. Oktober 1880                         |
| STERBEORT        | Paris                                    |